# Aluniș (Rîșcani)
Aluniș è un comune della Moldavia situato nel distretto di Rîșcani di 1.931 abitanti al censimento del 2004